# Delias harpalyce
Delias harpalyce, a branca imperial, é uma borboleta da família Pieridae. É endémica para a Austrália.

## Descrição
A envergadura da Delias harpalyce atinge cerca de 60–70 milímetros (2,4–2,8 pol). As superfícies superiores das asas anteriores e posteriores são esbranquiçadas com margens negras e uma fileira de pequenas manchas esbranquiçadas no ápice das asas anteriores. Nas fêmeas, as bordas pretas das asas são mais largas que nos machos.
As larvas têm cerca de 4 cm de comprimento, com um corpo negro coberto por pêlos brancos. Estas larvas criam uma teia de seda nas suas plantas hospedeiras (espécies Amyema, Muellerina e Dendrophthoe).